# HMS Medway (1928)
HMS Medway (Корабль Его Величества «Медуэй») — первая в ВМС Великобритании плавучая база подводных лодок специальной постройки.
Спущена на воду 19 июля 1928 года на верфи Vickers-Armstrongs в Барроу-ин-Фернесс.

## Конструкция
Плавбаза предназначалась для снабжения 18 подводных лодок типов O, P и R. В числе запасов, находившихся на борту, имелись три 102-мм орудия в разобранном виде и 144 торпеды калибра 533 миллиметра.

## Служба
До начала Второй мировой войны плавбаза служила на Китайской станции, обеспечивая потребности 4-й флотилии подводных лодок. С сентября 1939 года по февраль 1940 года находилась на ремонте в Сингапуре. После завершения работ «Медуэй» ушла в Гонконг, где и находилась до 2 апреля, после чего ушла в Александрию. Прибыв в Александрию 3 мая, плавбаза приступила к обеспечению подводных лодок 1-й флотилии, действовавших в восточном Средиземноморье.
В июне 1942 года главнокомандующий британским Средиземноморским флотом вице-адмирал Харвуд приказал всем вспомогательным кораблям покинуть Александрию, поскольку англичане начали готовить портовые сооружения к подрыву, опасаясь, что город будет захвачен немецкой танковой армией «Африка».
29 июня на плавбазу были погружены 1135 человек и различное имущество, необходимые для создания новой базы в Бейруте (Ливан). Вечером того же дня «Медуэй» вышла в море и направилась в Бейрут вместе с греческим пароходом «Коринтия», сопровождаемая лёгким крейсером «Дидо» и эсминцами «Сикх», «Зулу», «Хиро», «Эксмур», «Олденгем», «Крум» и «Теткотт». Несмотря на сильный эскорт, 30 июня 1942 года в 8 часов 24 минуты «Медуэй» была торпедирована и потоплена вблизи Порт-Саида немецкой подводной лодкой U-372 (командир — Хайнц-Иоахим Нойман).
Вместе с «Медуэем» погибли тридцать человек из 1135, находившихся на борту. Потеря плавбазы подорвала боеспособность британских подводных сил в восточном Средиземноморье: на дно отправились 90 торпед, запасные части, снаряжение и хорошо оборудованные мастерские. Впоследствии британцы подняли 47 торпед.